# Nuenen, Gerwen en Nederwetten
Nuenen, Gerwen en Nederwetten, eller Nuenen c.a. (cum annexis) ( udtale ?) er en kommune og en by i den sydlige provins Noord-Brabant i Nederlandene. 
- Wikimedia Commons har flere filer relateret til Nuenen, Gerwen en Nederwetten

51°29′13″N 5°31′34″Ø / 51.487°N 5.526°Ø